# Muziek in 1973
Dit artikel gaat over muziek uit het jaar 1973.

## Popmuziek

### Hits
Het muziekjaar 1973 brengt een flink aantal Nederlandstalige hits, waaronder Jimmy van Boudewijn de Groot, Moeder ik ben zo bang van Ria Valk en 't Is weer voorbij die mooie zomer van Gerard Cox. Ook Neerlands Hoop speelt mee in het platencircuit met het nummer Quo Vadis, Scania Vabis?. Een andere Nederlandse band, Golden Earring, heeft een van zijn grootste hits met Radar Love.
Grote bands uit het buitenland die in 1973 een belangrijk nummer uitbrengen zijn The Rolling Stones met Angie, Alice Cooper met Halo of Flies, Steve Harley & Cockney Rebel met Sebastian en ABBA (als Björn, Benny, Agnetha & Anni-Frid) met Ring Ring.
Op 14 januari van dit jaar komt Elvis Presley wereldwijd live op televisie. Het is het eerste liveconcert dat wereldwijd wordt uitgezonden via satelliet (hoewel de eer van het eerste rechtstreeks via satelliet wereldwijd uitgezonden muziekprogramma te beurt valt aan All you need is Love van The Beatles). De geschatte kijkcijfers zitten tussen de 1 en 1,5 miljard, een record toentertijd. Dit concert in Hawaï, getiteld Aloha from Hawaii, betekent zijn derde comeback in de muziekwereld via de televisie.

### Albums
De Nederlandse band Kayak brengt zijn album See see the sun uit, en ook Golden Earring brengt een nieuwe LP: Moontan. De Britse nieuwkomer Queen brengt zijn eerste LP uit, eenvoudig Queen genaamd. Een andere Britse groep met een wat meer gevestigde reputatie, Pink Floyd komt met het album The Dark Side of the Moon, wat door velen in de progressieve rockmuziek als een historisch album wordt gezien. Andere bands uit datzelfde genre zijn Genesis en Jethro Tull, die Selling England by the pound, respectievelijk A Passion Play uitbrengen.

## Klassieke muziek
- 12 maart: eerste uitvoering van de vierde symfonie van Kalevi Aho
- 17 april: eerste uitvoering van de tweede symfonie van Kalevi Aho

## Grammy Awards
- 15e Grammy Awards

## Wedstrijden
- Eurovisiesongfestival

## Festivals
- Pinkpop

Muziek in: 1940 · 1941 · 1942 · 1943 · 1944 · 1945 · 1946 · 1947 · 1948 · 1949 · 1950 · 1951 · 1952 · 1953 · 1954 · 1955 · 1956 · 1957 · 1958 · 1959 · 1960 · 1961 · 1962 · 1963 · 1964 · 1965 · 1966 · 1967 · 1968 · 1969 · 1970 · 1971 · 1972 · 1973 · 1974 · 1975 · 1976 · 1977 · 1978 · 1979 · 1980 · 1981 · 1982 · 1983 · 1984 · 1985 · 1986 · 1987 · 1988 · 1989 · 1990 · 1991 · 1992 · 1993 · 1994 · 1995 · 1996 · 1997 · 1998 · 1999 · 2000 · 2001 · 2002 · 2003 · 2004 · 2005 · 2006 · 2007 · 2008 · 2009 · 2010 · 2011 · 2012 · 2013 · 2014 · 2015 · 2016 · 2017 · 2018 · 2019 · 2020 · 2021 · 2022 - 2023